# Saint-Symphorien-sous-Chomérac
Saint-Symphorien-sous-Chomérac is een gemeente in het Franse departement Ardèche (regio Auvergne-Rhône-Alpes). De plaats maakt deel uit van het arrondissement Privas. Saint-Symphorien-sous-Chomérac telde op 1 januari 2022 855 inwoners.

## Geografie
De oppervlakte van Saint-Symphorien-sous-Chomérac bedroeg op 1 januari 2022 7,86 vierkante kilometer; de bevolkingsdichtheid was toen 108,8 inwoners per km².
De onderstaande kaart toont de ligging van Saint-Symphorien-sous-Chomérac met de belangrijkste infrastructuur en aangrenzende gemeenten.

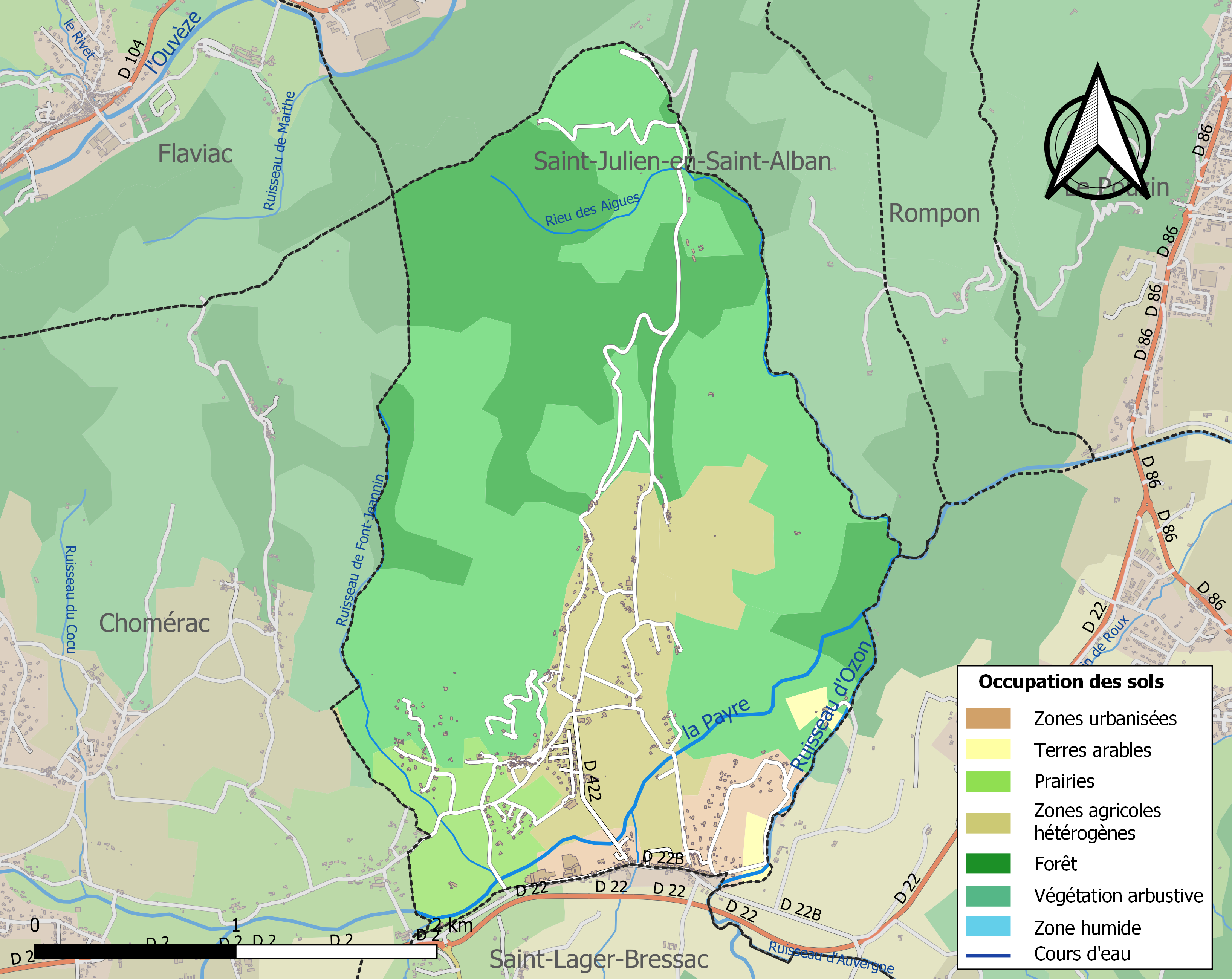

## Demografie
Onderstaande figuur toont het verloop van het inwonertal (bron: INSEE-tellingen).

Vanwege een beveiligingsprobleem met de MediaWiki Graph-software is het momenteel niet mogelijk deze grafiek weer te geven. Zodra de software is bijgewerkt zal de grafiek vanzelf weer zichtbaar worden.